# Linzi Drew
Lindsey Jane Drew, conosciuta come Linzi Drew (Bristol, 11 maggio 1958), è un'attrice, ex modella ed ex attrice pornografica britannica.

## Biografia
Linzi Drew è nata l'11 maggio 1958 a Bristol, nel Gloucestershire, in Inghilterra.
Durante la sua carriera nell'industria del sesso, Drew ha lavorato come fotomodella, spogliarellista e attrice porno ed è stata editrice dell'edizione britannica della rivista Penthouse.
Negli anni '80, è apparsa nuda molte volte nella rivista softcore Club International.
Negli anni '90 è stata arrestata per aver distribuito illegalmente materiale pornografico insieme al suo compagno Simon James Honey, meglio conosciuto come Ben Dover. Questo fatto è stato citato nel documentario a sostegno della liberalizzazione delle leggi sulla censura, diretto da Isabel Koprowski e prodotto nel 1993 dalla BBC, dal titolo:"More Sex Please, We're British".
Drew si è ritirata dall'industria del porno all'età di 37 anni. In seguito ha avuto un figlio, Tyger Drew-Honey, che è diventato famoso per aver interpretato Jake nella sitcom televisiva della BBC "Outnumbered".
Linzi Drew e Ben Dover si sono successivamente separati.

## Carriera
Linzi Drew ha partecipato al film "Un lupo mannaro americano a Londra" (1981) di John Landis, dove interpreta Brenda Bristols, attrice in un finto filmino porno, girato dallo stesso Landis, dal titolo "See You Next Wednesday", che il protagonista David vede a Piccadilly Circus. "See You Next Wednesday" è una citazione costante nei film di John Landis.
Linzi Drew ha recitato, con ruoli minori, anche in "Il ladro dell'arcobaleno" (1990) di Alejandro Jodorowsky, e alcuni di film di Ken Russell, tra cui "L'ultima Salomè" (1988), "La tana del serpente bianco" (1988) e l'VIII episodio "Nessun dorma" del film collettivo, "Aria" (1987).
È apparsa anche sulla copertina del concept album del 1984 di Roger Waters, "The Pros and Cons of Hitch Hiking", e nel relativo film proiettato durante il tour live di accompagnamento. La copertina creò una forte polemica, in quanto l'attrice compare mostrando le natiche in primo piano. In alcuni stati, l'album è stato pubblicato con questa immagine censurata.
Linzi Drew ha interpretato il ruolo di "rack girl" per il gruppo heavy metal statunitense W.A.S.P. nel 1987 al Monsters of Rock festival.

## Autrice
Nel novembre del 1992 pubblica la guida erotica "Linzi Drew's Pleasure Guide: Outrageous Sex and How to Have it".
Nell'aprile del 1993 pubblica la sua autobiografia, "Try Everything Once Except Incest & Morris Dancing: The Intimate Autobiography of a Dangerous Lady". Il libro racconta la sua esperienza come groupie e la sua carriera come modella glamour e pornostar.
Nel settembre del 1993 pubblica "Letters to Linzi", una raccolta di oltre 150 rivelazioni senza esclusione di colpi da parte di uomini e donne, che rivelano le loro fantasie più intime.
Nel dicembre del 2015 pubblica il romanzo erotico "Every Shade of Blue".

## Filmografia parziale

### Cinema
- Emmanuelle in Soho (1981)
- Un lupo mannaro americano a Londra (1981)
- Aria (1987)
- L'ultima Salomé (1988)
- La tana del serpente bianco (1988)
- Dirty Woman (1989)
- Il ladro dell'arcobaleno (1990)

### Televisione
- There's a Lot of It About (1982)
- Floating Off (1983)
- Hold the Back Page (1985)
- Gems (1986)
- Dempsey and Makepeace (1986)
- Intimate Contact (1987)
- C.A.T.S. Eyes (1987)
- Big George Is Dead (1987)